# Glossitis
Unter dem Begriff Glossitis oder Zungenentzündung werden akute oder chronische Erkrankungen oder Veränderungen des Zungenkörpers oder der Zungenoberfläche zusammengefasst, die durch eine Vielzahl von Ursachen hervorgerufen werden können.

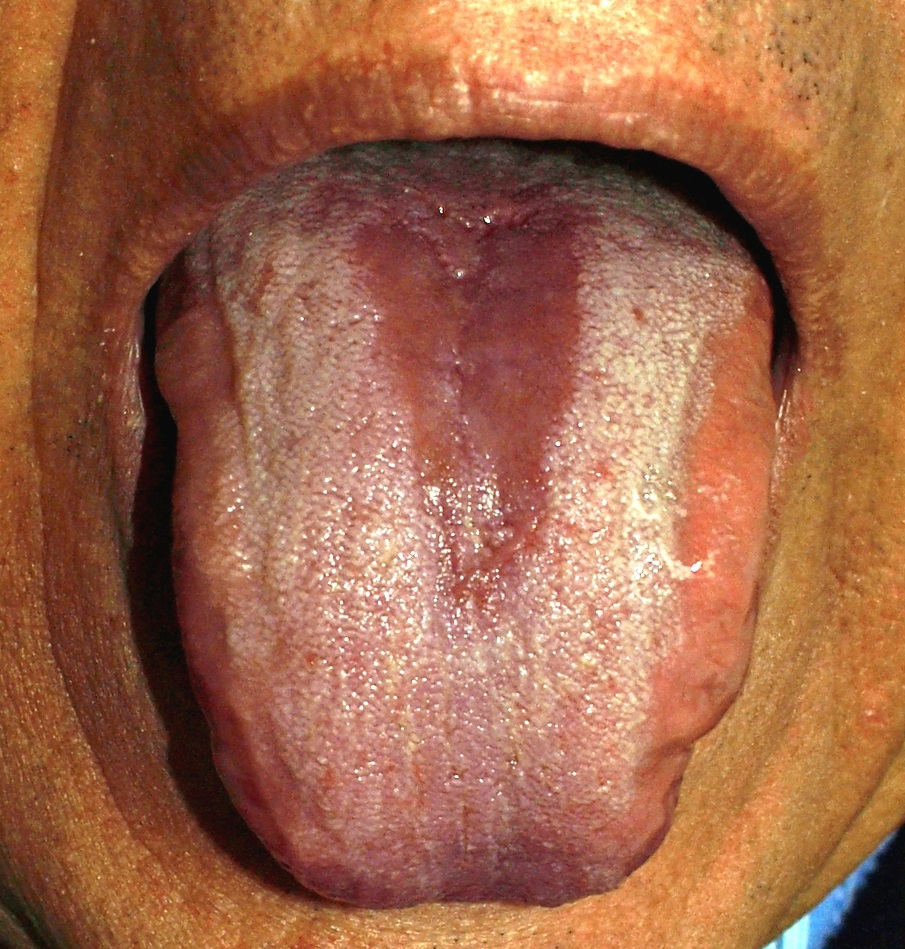
Glossitis rhombica mediana

## Ursachen
- Bakterielle oder virale Infektionen (Herpes simplex, Kandidosen)
- Aphthen
- Mechanische Irritationen durch Zahnerkrankungen, Zahnprothesen, Zähneknirschen oder andere Parafunktionen
- Toxische Einflüsse durch Tabakrauch, Alkohol; unzureichende Zahnpflege
- Systemische Erkrankungen wie Eisenmangelanämie oder Vitamin-B12-Mangel (Möller-Hunter-Glossitis)
- Zungenbeteiligung bei generalisierten Infektionserkrankungen wie Scharlach („Himbeerzunge“)
- Immunologische Erkrankungen mit Schleimhautmanifestation wie z. B. Lichen ruber mucosae
- Angeborene oder erworbene Varianten der Schleimhautstruktur wie Glossitis rhombica mediana oder Schwarze Haarzunge[1]

## Symptome
- Veränderungen der Zungenoberflächenstruktur oder der Farbe (belegte Zunge).
- Lokalisierte Schmerzen, Zungenbrennen, Geschmackstörungen
- Bläschen, Geschwüre, Leukoplakien oder Fissuren

## Diagnose
- Bakteriologische oder mykologische Untersuchung einer Abstrichprobe von der Schleimhaut
- Probeentnahme und feingewebliche Untersuchung von Schleimhautveränderungen
- Erhebung des Zahnstatus
- Internistische Untersuchung auf eventuelle Systemerkrankungen oder Autoimmunerkrankungen
- Psychiatrische Untersuchung (Parafunktionen)

## Galerie

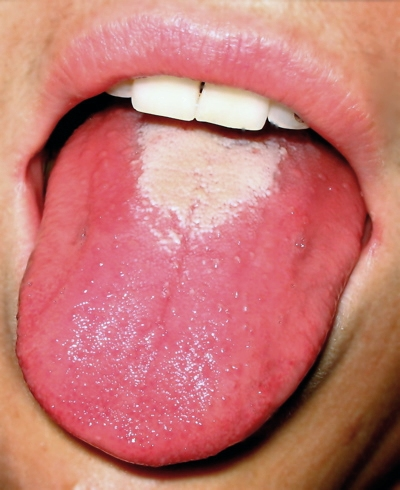
Himbeerzunge bei Scharlach
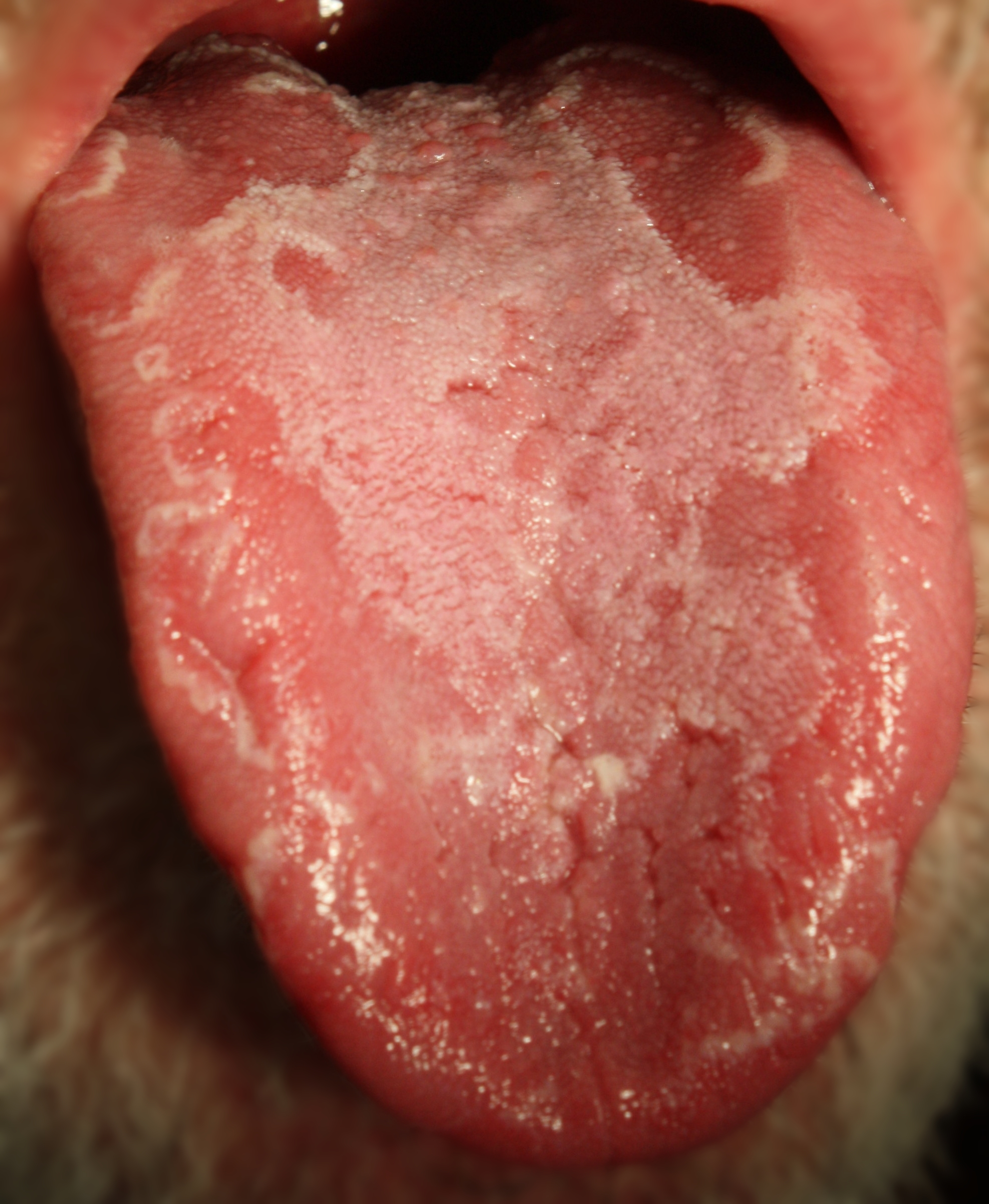
Landkartenzunge
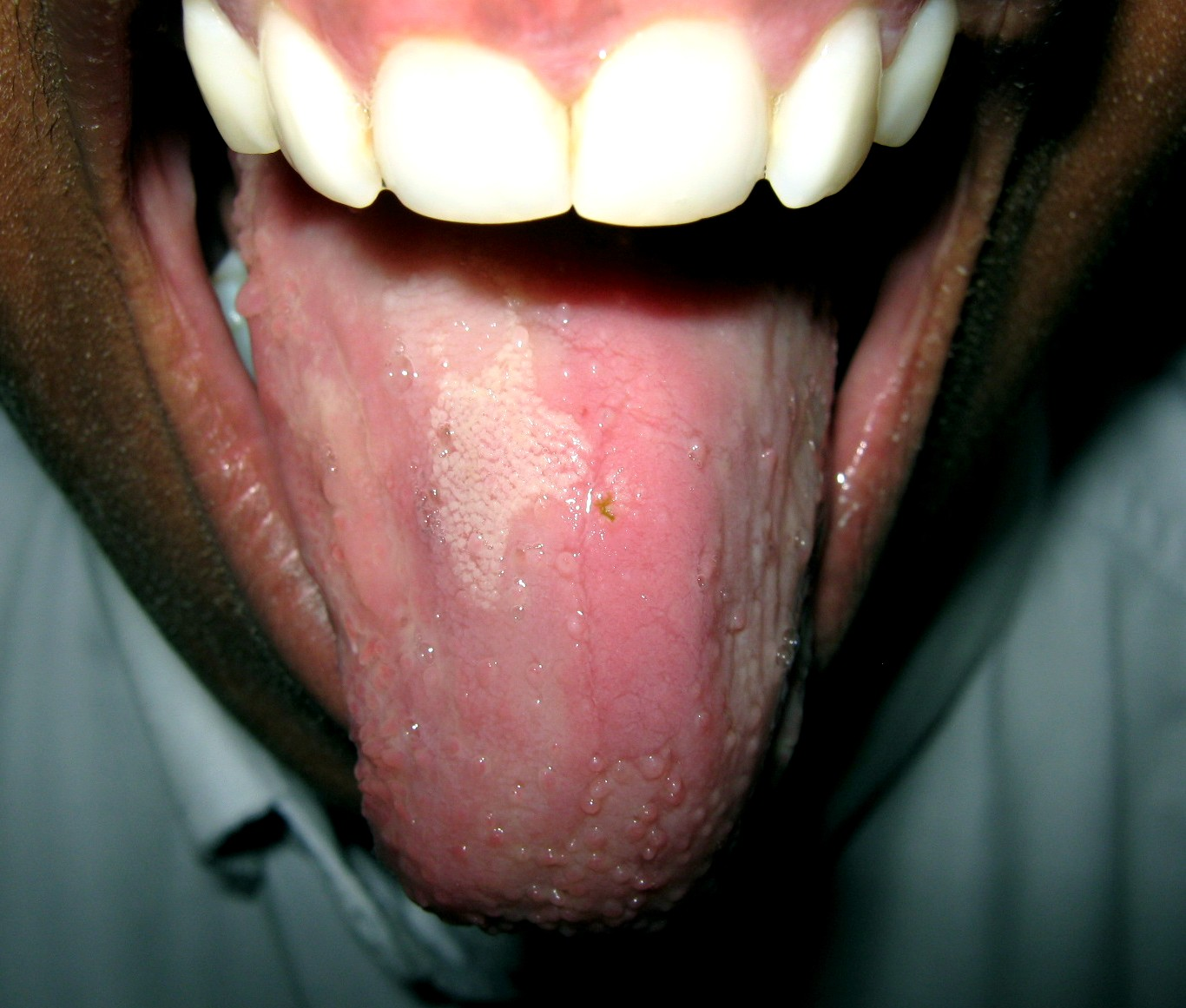